# Rogstaklippen
Rogstaklippen är ett berg i Torsåkers socken i Ångermanland. På krönet finns en av Sveriges nordligaste kända fornborgar.
Rogstaklippen är 140 meter hög och ligger omedelbart väster om järnåldersbygden vid Ångermanälven. Berget har stup och branter på alla sidor utom mot söder. Ditåt avgränsas krönet av uppbyggda murar. Den längsta delen är ungefär 83 meter lång och 2,5–3 meter bred. Murarna är mellan ett par decimeter och en dryg meter höga. De är delvis utrasade och övermossade.
I samband med en arkeologisk provundersökning som genomfördes 1998 konstaterades att någon form av resvirke bör ha funnits i anslutning till murarna. Fyra kolprov från två schakt genom olika murpartier daterades. Det visade sig att de två äldsta dateringarna, ett från vardera schakt, var från folkvandringstiden, ca 400–550 e.Kr. Övriga dateringar var från 1000–1100-tal respektive 1500-tal. Den yngsta dateringen härrörde dock inte från själva murkonstruktionen utan från en plats omedelbart innanför. Fornborgen på Rogstaklippen är den enda av de 16 fornborgarna i Norrlands kustland som daterats.